# WxPerl
wxPerl은 Mattia Barbon이 개발한 펄 모듈의 하나로, 펄 프로그래밍 언어로 그래픽 사용자 인터페이스(GUI)를 개발할 수 있게 도와준다. wxWidgets(C++ GUI 위젯 툴킷)용 XS 래퍼로 작성되었다. wxPerl로 개발된 여러 프로그램들 중에는 Padre라는 펄 IDE와 오픈코어(Openkore)라는 이북 리더를 포함한다. 펄과 wxWidgets처럼 wxPerl은 자유 소프트웨어이다.

## 예제 코드
아래는 단순한 Hello world 모듈이다.
```
use
 
Wx
;

my
 
$app
 
=
 
Wx::SimpleApp
->
new
;

my
 
$frame
 
=
 
Wx::Frame
->
new
(
 
undef
,
 
-
1
,
 
'Hello, world!'
 
);

$frame
->
Show
;

$app
->
MainLoop
;

```